# Barthélemy-Jean-Baptiste Sanadon
Pour les articles homonymes, voir Sanadon.
Barthélemy-Jean-Baptiste Sanadon, plus connu sous le nom de Jean-Baptiste Sanadon, fut un évêque constitutionnel et un député à la Convention, né en février 1729 à Évreux (Eure) et décédé le 9 février 1796 à Sainte-Marie (Pyrénées-Atlantiques).

## Biographie
Sanadon entra dans l’ordre des Bénédictins. Il fut principal du collège de Pau, après avoir été professeur d'histoire et de littérature, se rallia aux idées de la Révolution. Il prêta le serment civique et fut élu évêque constitutionnel des Basses-Pyrénées le 2 mars 1791 (au deuxième tour, par 174 voix contre 96 à l’abbé Guirail). Il s’installa à Bayonne le 21 juin 1791 et prit possession de son évêché, malgré les protestations des anciens évêques de Lescar, d’Oloron et de Bayonne contre son intrusion.

### Mandat à la Convention
La monarchie constitutionnelle, mise en place par la constitution du 3 septembre 1791, prend fin à l'issue de la journée du 10 août 1792 : les bataillons de fédérés bretons et marseillais et les insurgés des faubourgs de Paris prennent le palais des Tuileries. Louis XVI est suspendu et incarcéré, avec sa famille, à la tour du Temple. 
En septembre 1792, Jean-Baptiste Sanadon est élu député du département des Basses-Pyrénées, le premier sur six, à la Convention nationale. 
Il siège sur les bancs de la Gironde. Lors du procès de Louis XVI, il vote « la détention », et se prononce en faveur de l'appel au peuple et du sursis à l'exécution de la peine. En avril 1793, il est absent lors du scrutin sur la mise en accusation de Jean-Paul Marat. En mai, il vote en faveur du rétablissement de la Commission des Douze. 
Le 13 août 1793, Sanadon démissionne de son mandat de député. Il est remplacé par Jean Vidal le 5 octobre. En brumaire an II (novembre 1793), alors retourné dans sa région d'origine, il est incarcéré sur ordre de Pierre-Arnaud Dartigoëyte (député du département des Landes), envoyé en mission dans le Gers et les Landes. Il est libéré après la chute de Robespierre. 
En 1785, il avait publié sous son nom un Essai sur la noblesse des Basques (Pau, impr. J.-P. Vignancour), extrait des papiers du chevalier Jean-Philippe de Béla.